# 設定 (物語)
設定（せってい）とは、物語を構築する作業の中で最も初期の段階で行われる、基盤作りもしくは基盤そのものを意味する。

## 概要
設定と呼ばれるものは多岐にわたり、時代・場所（舞台）・登場人物（人間関係）などが主な例として挙げられる。これらはほんの僅かしか出番のない登場人物や場所であっても確立されており、それを基に物語の制作が行われることになる。
また、現実とは違った架空世界が舞台である場合、その世界と現実世界との相違点や、世界における一般常識、歴史なども設定として含められる。それらと先に挙げた時代、場所とを含めて世界観と括る場合もある（ただし厳密に言えばこの場合「世界観」という語の使用は誤用である）。

## 設定の主な項目と具体例
時代
- 物語が紡がれるのがいつであるのかを明確にさせる。複数の時代が出てくる場合もある。
- 具体例としては、「現代」「江戸時代」「戦国時代」等の言い方や、「2000年」「2XXX年」など場合によって様々である。ただ単に、「夏」や「8月」といっただけの場合もある。
- 縄文式の土器が使われていたから縄文時代のように、象徴する小道具から時代の名前がつけられることも多い。
- 鎌倉時代のように統治している場所や王族の名前から時代の名前を付けることもある。

場所・舞台
- 物語が進行する場所が何処であるかを確定する。複数の場所が出てくる場合が多く1箇所であることの方が稀である。

　その地域特有の環境的特徴や地方ルールなどが盛り込まれる場合もある。
- 具体例：「東京」「日本」「宇宙コロニー」「魔法の王国」など。これも場合によって明細であったり大雑把であったりする
- 具体例２：舞台に仕掛けがしており、物語が進むにつれてそれが解明されるケースが多い。映画猿の惑星で例えると、違う惑星だと思っていたら、未来の地球であったという風に。

登場人物・人間関係
- 物語に登場する人物の名前、性別、年齢、容姿、性格などその人間を構築している要素を取り決めたもの。アニメ作品では一般的にキャラクター設定と言われる。
- 上記した人物たちの関係をまとめたものが人間関係である。親子、幼馴染同士といったものや、ある人物がまたある人物に恋心を抱いている、などといったものがこれに含まれる。

ルール・システム
- 物語の中での法則。例えばサイキックもので超能力者のタイプや種類など。
- 昔話などでよくあるルールシステムが欠落、禁止、違反、回復、行って帰ってくるである。
- 推理小説でよくあるルールシステムが謎、隠蔽工作、偽のアリバイ、真相、依頼と代行である。
- ルールシステムのサブシステムとしてよく使われるのが、シミュレーショニズムであり、登場人物がルールシステムをカットアップ、サンプリング、リミックスする。心理学で言うならば分離と代用と再構成である。

## 制作における設定の重要性
設定がないと物語は全く進行しないことになる。2人の人間がいて相手の名前を呼ぶだけでも「名前」という設定が必要であるし、2人が居るのがどこであるかも決めなければならない。更にそこにいる2人の服装を決めるためには時代設定や人物設定が必要である。
このように「いつ・どこで・誰と・誰が・なぜ・何をして・どうなった」という要素のうち、最低限「いつ・どこで・誰と・誰が」という部分に設定というものが直接関わってくるし、「なぜ・何をして」の部分には人物の性別や性格、趣味、趣好などが影響してくることになる。
そういったように物語の構成を決める上で重要な項目であることから、一度設定をしたものは気軽には変えることができない。
日本を主な舞台にしていたはずの物語がいきなりヨーロッパに移ったり、男であったはずの登場人物がいきなり女になっているということがあっては物語の整合性が取れなくなり、物語そのものが破綻してしまうことになるのである。
また、物語の整合性を取るために後から設定が加えられたり、無かったことにされたりする場合もあり、それを一般的に後付け設定という。

## アニメ制作における設定
アニメ制作における設定（）は作品世界を構成する要素の情報、あるいはそれをデザインする工程である。
実在する世界をカメラで撮影できる実写作品と異なり、アニメは作品世界を1から構築し視覚化する必要がある。作品世界は空間やキャラクターから構成され、これらの具体的な情報が「設定」と呼ばれる（例: キャラクターデザイン、美術設定、プロップデザイン、メカデザイン）。またこのデザイン工程も「設定」と呼ばれる。
設定はシナリオ（シリーズ構成・脚本）に合わせて動き出し、絵コンテ工程が始まるまでに必要な設定を揃える。設定制作が進行業務を担当し、監督のディレクションのもと各分野のデザイナーが各種設定を制作する。